# Historisch museum van het vorstendom Stavelot-Malmedy

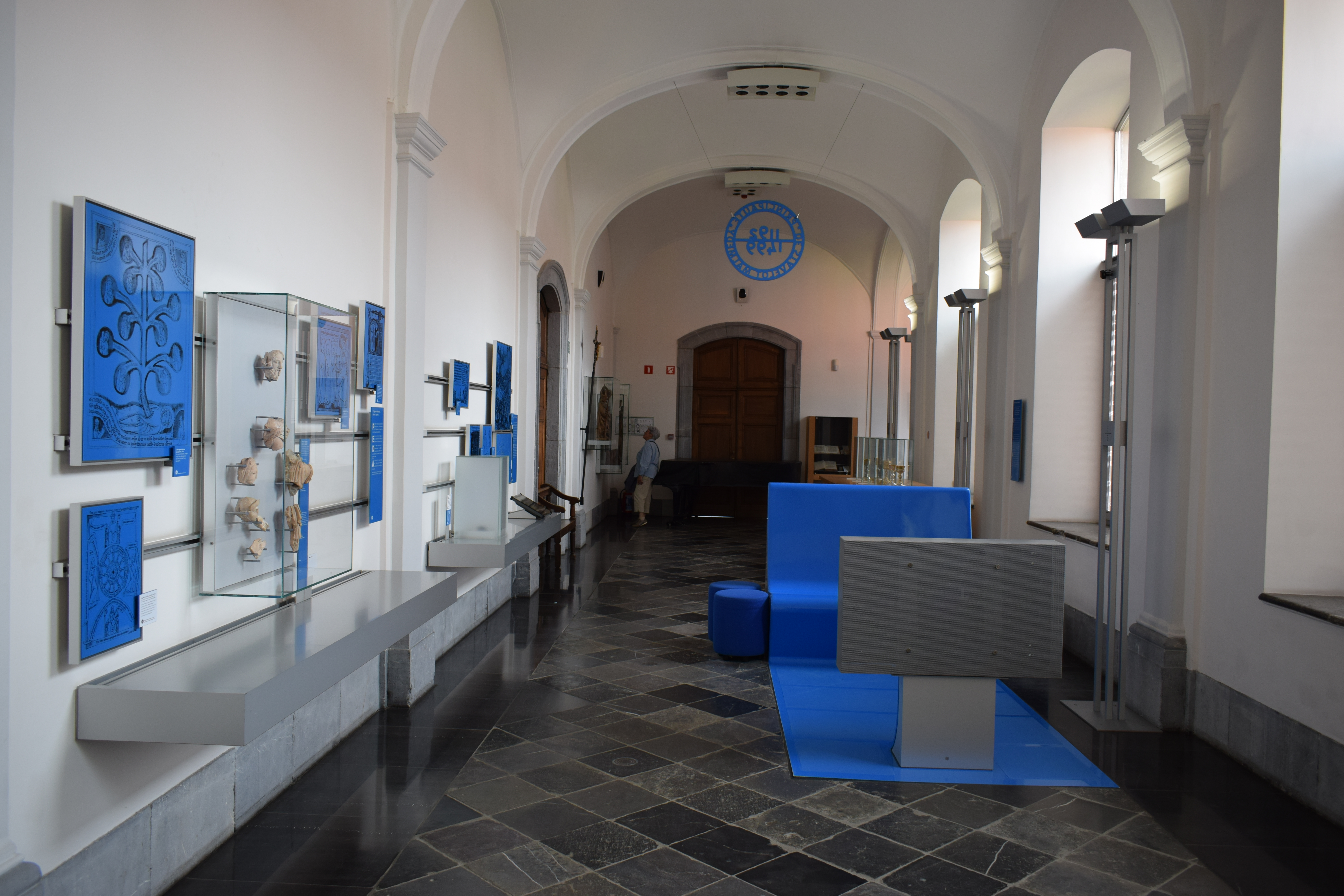
Historisch museum van het vorstendom Stavelot-Malmedy

Het Historisch museum van het vorstendom Stavelot-Malmedy (Frans: Musée historique de la principauté de Stavelot-Malmedy) is een museum in de abdij van Stavelot over de geschiedenis van de abdij en het abdijvorstendom Stavelot-Malmedy. De tentoonstelling in de kloostergang schetst een overzicht van de geschiedenis vanaf de stichting van de abdij door Remaclus  in 648. Er worden oude prenten, muziekbladen, artefacten en kunstwerken getoond. In de ruimte Espace Wibald wordt aandacht besteed aan de manuscripten en schatten onder rijksabt Wibald, tijdens de gouden eeuw (12de eeuw) van de abdij. 